# ウカシュ・ボロヴィチ
ウカシュ・ボロヴィチ（ポーランド語: Łukasz Borowicz, 1977年9月25日 - ）は、ポーランド出身の指揮者。

## 経歴
ワルシャワで生まれる。ショパン音楽アカデミーでボグスワフ・マデイとアントニ・ヴィトに師事。2000年から翌年にかけてブダペスト祝祭管弦楽団のイヴァン・フィッシャー、2002年から2005年までワルシャワ国立フィルハーモニー管弦楽団に赴任した師のヴィト、2005年からワルシャワ歌劇場のカジミエシュ・コルトの各氏の助手を務め、2006年からポズナニ・フィルハーモニー管弦楽団の首席客演指揮者となった。

## 主要ディスコグラフィ
- Karol Kurpiński; Franciszek Lessel (2000). Overture "Zamek na Czorsztynie" ; Clarinet concerto in B flat major. Acte Préalable. OCLC 82745274
- Andrzej Panufnik (2011). Symphonic works. Volume 3. CPO. OCLC 711060989
- Aleksander Zarzycki; Władysław Żeleński (2013). Piano concerto in E flat major, op. 60. Hyperion. OCLC 830426306